# Saber Marionette R
Saber Marionette R (SMガールズ セイバーマリオネットR?, Gāruzu Gaiden Seibā Marionetto Āru) è una serie OAV legata al franchise Saber Marionette. Si tratta di tre episodi prodotti dalla Bandai Visual e pubblicati nel 1995.

## Trama
La storia si svolge centinaia di anni dopo gli eventi raccontati in Saber Marionette J ed ha per protagonisti tre nuove marionette, che però hanno gli stessi nomi e le stesse personalità di quelle protagoniste delle serie J e J to X, ma con un aspetto leggermente differente, più simile a quello di tre bambine. La storia si svolge nella città-stato di Romana, simile ad un'Italia medievale. Le tre marionette, Cherry, Lime e Bloodberry sono le accompagnatrici di Junior, erede al trono di Romana. Tuttavia, un criminale conosciuto come "Face" è riuscito ad evadere dalla prigione grazie alla complicità di tre marionette, le Sexadolls: Edge, Brid e Kyanny. Face minaccia il futuro di Romana, uccidendo il re ed usurpando il trono a Junior, che diventa un ricercato. Cherry, Lime e Bloodberry avranno il compito di sconfiggere le Sexadolls, proteggere Junior ed aiutare Romana a ritornare ad essere uno stato pacifico.

## Doppiaggio
| Personaggio | Doppiatore         |
| ----------- | ------------------ |
| Bloodberry  | Akiko Hiramatsu    |
| Lime        | Megumi Hayashibara |
| Junior      | Yuka Imai          |
| Cherry      | Yuri Shiratori     |
| Face        | Hikaru Midorikawa  |
| Brid        | Kikuko Inoue       |
| Edge        | Urara Takano       |
| Kyanny      | Yūko Mizutani      |

## Episodi
| Nº | Giapponese 「Kanji」 - Rōmaji | Prima edizione    | Prima edizione |
| Nº | Giapponese 「Kanji」 - Rōmaji | Giapponese        |                |
| 1  | 「第1話」 - Dai 1 hanashi     | 21 maggio 1995    |                |
| 2  | 「第2話」 - Dai 2 hanashi     | 25 luglio 1995    |                |
| 3  | 「第3話」 - Dai 3 hanashi     | 21 settembre 1995 |                |

## Colonna sonora
Sigle ci chiusura
- Dakishimete Lovin' You cantata da Megumi Hayashibara, Yuri Shiratori & Akiko Hiramatsu (ep. 1-2)
- Sobaniiruyo Yasashiki EPILOGUE cantata da Megumi Hayashibara, Yuri Shiratori e Akiko Hiramatsu (ep. 3)